# パウル・シャルフェ
パウル・シャルフェ（Paul Scharfe、1876年9月6日 - 1942年7月29日）は、ナチス・ドイツの軍人。親衛隊の将軍。親衛隊の12ある本部の1つである親衛隊法務本部の本部長を務めた。最終階級は親衛隊大将及び武装親衛隊大将。

## 略歴
1876年9月6日、ダンツィヒにて校長の息子として生まれる。1897年に陸軍士官学校を卒業し、陸軍中尉となる。1903年には結婚している。
第一次世界大戦では東部戦線に1914年から1915年まで従軍した。この時同じ連隊に勤務していたのがパウル・ハウサーである。戦後の1921年から1931年まで、プロイセン州警察で働いていた。
1931年10月1日に、国家社会主義ドイツ労働者党に入党（党員番号665,697）、同時に親衛隊に入隊している（隊員番号14,220）。1939年7月1日に、親衛隊法務本部の初代本部長に任命された。1942年4月20日には親衛隊大将に昇進している。
シャルフェは親衛隊の党内での立場を ｢一般党員に比べて親衛隊隊員は党と総統を命を犠牲にしても守りぬく任務があるという理由で別格の地位が与えられていた。別格の地位には同時に特別の待遇を意味していた」と語っている。
1942年7月29日にシュタルンベルクで死去した。親衛隊法務本部長の地位はフランツ・ブライトハウプトが引き継いだ。